# Benjamin Villard
Pour les articles homonymes, voir Villard.
Benjamin Villard, né le 7 mai 1985 à Arles, est un raseteur français, vainqueur de la Cocarde d'or en 2010.

## Biographie
Fils d'un afeciouna, il commence à l'école taurine d'Arles en 2000. 
Jacky Siméon estime qu'il « excelle dans les rasets courts ».
En 2010, il est bousculé puis encorné par deux taureaux différents, puis subit un accrochage en 2011 qui lui cause des douleurs musculaires récurrentes.
En 2011 encore, avec Jacques Mailhan et Bruno Pécout, il assure l'intérim de la présidence de la Fédération française de la course camarguaise,. Il préside ensuite la commission sportive de la FFCC.
Il préside le club taurin Julien Rey de Beaucaire, avant de faire ses adieux à la course en 2018.
Il s'établit en parallèle comme restaurateur à Fontvieille.

### Palmarès
- Trophée de l'Avenir : 2004
- Palme d'or : 2008, 2010[9],[10]
- Cocarde d'or (Arles) : 2010